# Dziewczyńskie porachunki
Dziewczyńskie porachunki (ang. Girl Fight) – amerykańsko-kanadyjski dramat z 2011 roku w reżyserii Stephena Gyllenhaala. Film oparty na prawdziwych wydarzeniach, jakie miały miejsce na Florydzie za sprawą pobicia nastolatki przez rówieśnice, którego nagranie zszokowało opinię publiczną w 2008 roku.

## Fabuła
Haley Macklin (Jodelle Ferland) jest sympatyczną nastolatką, która zaprzyjaźnia się z najpopularniejszymi dziewczynami w szkole. Kiedy dochodzi do konfliktu, koleżanki stają się brutalne, a filmik z pobitą Haley wrzucają do sieci. Uświadamiając sobie sytuację, w jakiej znalazła się ich córka, rodzice dziewczyny – Melissa (Anne Heche) i Ray (James Tupper) postanawiają walczyć o usunięcie nagrania oraz ukaranie sprawczyń.

## Obsada
- Jodelle Ferland jako Haley Macklin
- Anne Heche jako Melissa Macklin
- James Tupper jako Ray Macklin
- Tess Atkins jako Alexa Simons
- Keely Purvis jako Kristin Hempton
- Genevieve Buechner jako Lauren Kramer
- Taylor Hui jako Taylor
- Chanelle Peloso jako Dana
- Caley Dimmock jako Becca Lawrence
- Linda Darlow jako Marylou Simons